# Робінія клейка
Робінія клейка (Robinia viscosa Vent.) — вид чагарнику або невисокого листяного дерева з родини бобових. Походить з району Північної Америки, зі східної частини Сполучених Штатів .  

## Морфологія
Форма
Невелике дерево з кулястою кроною, що в природному середовищі виростає до 6-12 метрів, або чагарник до 1,5 м .
Листя
непарноперисте , складається з 13-21 одиночних вузькояйцевидних листочків, кожен з яких цілокраїй, нижня сторона листка опушена .
Пагони
Вкриті дуже тонкими голчастими шипами, а також нерівномірною кількістю залоз, що робить пагони блискучими та липкими   (звідси назва).
Квіти
Метелик, рожевого кольору з жовтою плямою , але зустрічаються також у формі білих квіток, квітки до 2,5 см завдовжки в жорстких і коротких суцвіттях. Квіти розпускаються в червні, але часто повторюють цвітіння в серпні , вони дуже медоносні.
Плоди
У цього виду вони найчастіше некрилі, на відміну від акації, між тим дуже липкі, трапляється також, що дерево взагалі не дає плодів .

## Умови
Вид маловимогливий до ґрунту , виносить піщані та безплідні ґрунти, стійкий до міського забруднення, вимагає сонячних місць, морозостійкий.

## Гібриди
Робінія клейка утворює гібрид з робінією звичайною під назвою проміжна робінія Robinia ×ambigua .